# Ulrik Kjær
Ulrik Kjær (født 18. februar 1969 i Odense) er en dansk professor mso i statskundskab, der særligt beskæftiger sig med kommunalpolitik.
Kjær blev i 1994 cand.oecon. fra Odense Universitet på et speciale om frit forbrugsvalg. I 2000 blev han ph.d. i statskundskab på en afhandling om kommunalbestyrelsernes sammensætning fra Syddansk Universitet. Han har desuden været gæsteforsker ved Stanford University og University of Colorado at Boulder.
Fra 2000 til 2003 var han adjunkt ved Institut for Statskundskab, Syddansk Universitet; fra 2003 lektor samme sted. I 2009 blev han udnævnt til professor mso.
Han er gift med Rikke Berg, der også er ph.d. i statskundskab. Parret har skrevet flere bøger sammen.